# Karl Georg Friedrich Rudolf Leuckart
Prof. Dr. Karl Georg Friedrich Rudolf Leuckart (conocido como Rudolf Leuckart) (Helmstedt, 7 de octubre de 1822-Leipzig, 6 de febrero de 1898) fue un naturalista, zoólogo, y botánico alemán fundador de la parasitología moderna.

## Obra
Gran estudioso de los invertebrados, Leuckart se interesó profundamente por la cuestión del polimorfismo. Leuckart estudió la especialización funcional en las termitas y especialmente en los sifonoforos, colonias flotantes donde la especialización es especialmente llamativa. Leuckart analiza la generación alternante en términos de polimorfismo: la alternancia de generaciones sería un caso de polimorfismo, pues se traduciría por una diferencia adaptativa entre las formas sexuadas y las asexuadas.

## Alumnos de Rudolf Leuckart
Sus alumnos fueron:
- Charles Otis Whitman (1842-1910)
- Jesse Walter Fewkes (1850-1930)
- Edward Gardiner (1854-1907)
- Edward Laurens Mark (1847-1946)
- William Patten (1861-1932)
- Louis Murbach (1864-?)
- Charles Manning Child (1869-1954)

## Abreviatura (zoología)
La abreviatura Leuckart  se emplea para indicar a Karl Georg Friedrich Rudolf Leuckart como autoridad en la descripción y taxonomía en zoología.

- La abreviatura «Leuck.» se emplea para indicar a Karl Georg Friedrich Rudolf Leuckart como autoridad en la descripción y clasificación científica de los vegetales.[3]